# Ghiacciaio Sloman
Il ghiacciaio Sloman è un ghiacciaio situato sull'isola Adelaide, davanti alla costa di Loubet, nella parte occidentale della Terra di Graham, in Antartide. Il ghiacciaio si trova in particolare tra il monte Liotard e il monte Ditte, nella parte sud-orientale dell'isola, e da lì fluisce verso sud-est fino a entrare nel passaggio di Elliott, di fronte all'isola Jenny.

## Storia
Il ghiacciaio Sloman è stato mappato grazie a ricognizioni effettuate tra il 1948 e il 1949, e poi ancora, tra il 1955 e il 1957, dalla Hunting Aerosurveys Ltd per conto del British Antarctic Survey (BAS), che all'epoca si chiamava ancora Falkland Islands and Dependencies Survey. Il ghiacciaio è stato poi così battezzato nel 1963 dal Comitato britannico per i toponimi antartici in onore di William O. Sloman, responsabile delle risorse umane presso il BAS per diversi anni a partire dal 1956.